# Saint-Loup-des-Chaumes
Saint-Loup-des-Chaumes – miejscowość i gmina we Francji, w Regionie Centralnym, w departamencie Cher.
Według danych na rok 1990 gminę zamieszkiwało 278 osób, a gęstość zaludnienia wynosiła 15 osób/km² (wśród 1842 gmin Regionu Centralnego Saint-Loup-des-Chaumes plasuje się na 863. miejscu pod względem liczby ludności, natomiast pod względem powierzchni na miejscu 719.).